# Анастасьевка (Сумская область)
Анаста́сьевка (укр. Анастасівка) — село, Андрияшевская сельская община, Роменский район, Сумская область, Украина.
Код КОАТУУ — 5924180601. Население по переписи 2024 года составляло 555 человек.

## Географическое положение
Село Анастасьевка находится на одном из истоков реки Артополот. На расстоянии в 1 км расположено село Новопетровка.

## Происхождение названия
В некоторых документах село называют Анастасовка. На территории Украины 4 населённых пункта с названием Анастасьевка.

## История
- Село Анастасьевка известно с конца XVII века.

## Экономика
- Свино-товарная ферма.
- Пожарная часть № 29-А по охране нефтепромыслов.

## Объекты социальной сферы
- Общеобразовательная школа І-ІІІ ст.
- Дом культуры.
- Детский сад.

## Достопримечательности
- В селе установлен бюст Зеленко Е. И., которая первой из женщин в 1941 году осуществила таран фашистского самолёта и погибла в воздушном бою возле села.